# Rue Gaby-Sylvia
Pour les articles homonymes, voir Sylvia.
La rue Gaby-Sylvia est une voie du 11e arrondissement de Paris, en France.

## Situation et accès
La rue Gaby-Sylvia est une voie publique située dans le 11e arrondissement de Paris. Elle débute au 4, rue Nicolas-Appert et se termine au 51, boulevard Richard-Lenoir.

## Origine du nom

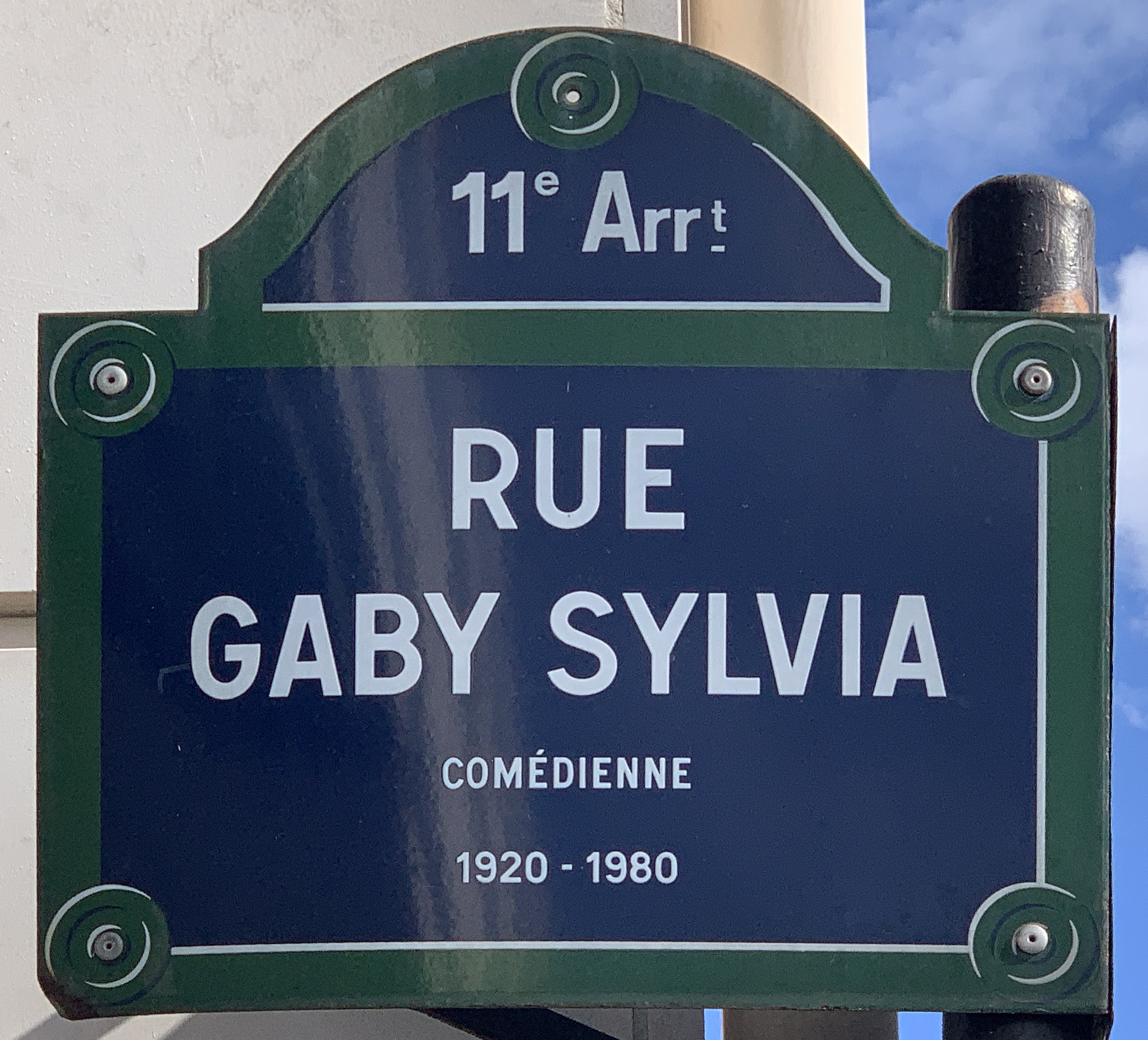
Plaque de la rue.

Elle porte le nom de l'actrice italienne Gabrielle Zignani, dite Gaby Sylvia (1920-1980).

## Historique
La voie est classée dans la voirie parisienne par arrêté préfectoral du 9 septembre 1988 sous le nom provisoire de « voie H/11 » et prend sa dénomination actuelle par arrêté municipal du 8 mars 1990.